# Dondukovskaja
Dondukovskaja je stanice v Giaginském rajónu Adygejské republiky Ruské federace. Je součástí a centrem Dondukovského vesnického okresu.
Nachází se ve východní části Giaginského rajónu, mezi řekami Fars a Čechrak. Je vzdálená 20 km východně od stanice Giaginskaja a 49 km severovýchodně od Majkopu.
Nachází se zde střední školy, vysoká škola a nemocnice.

## Historie
Před založením stanice se že nacházel čerkeský aul Žadžemukochabl.
Stanice byla založena roku 1889. Rozhodnutí o založení bylo 13. června 1889 schváleno carem.

## Náboženství
Nachází se zde pravoslavný chrám svatého Eliáše.